# Neolophonotus brevicauda
Neolophonotus brevicauda là một loài ruồi trong họ Asilidae. Neolophonotus brevicauda được Londt miêu tả năm 1985. Loài này phân bố ở vùng nhiệt đới châu Phi.